# کارل ماگنوس فون‌هل
کارل ماگنوس فون‌هل (آلمانی: Carl Magnus von Hell؛ ۸ سپتامبر ۱۸۴۹ – ۱۱ دسامبر ۱۹۲۶) یک شیمی‌دان اهل آلمان بود. او به همراه یاکوب فولهارد و شیمیدان روسی نیکولای زلینسکی واکنش هالوژن‌دار کردن هل–ولهارد–زلینسکی  را کشف کردند.